# I cacciatori siberiani
I cacciatori siberiani (in russo Сибирские охотники?, in tedesco: Die sibirischen Jäger) è un'opera in un atto e nove scene di Anton Grigor'evič Rubinštejn, su libretto di Andrej Žerebcov.

## Storia della composizione
L'opera I cacciatori siberiani era stata commissionata a Rubinštejn, assieme a Fomka il matto e La vendetta, dalla granduchessa Elena Pavlovna, e venne composta nel 1852. In seguito Rubinštejn inviò queste tre opere a Franz Liszt, dopo averne abbozzato una traduzione in tedesco, perché ne scegliesse una da mettere in scena a Weimar. Liszt, inizialmente interessato a Fomka il matto, optò infine per I cacciatori siberiani, il cui libretto venne tradotto in tedesco dal compositore e poeta Peter Cornelius. Il 3 settembre 1854 Rubinštejn giunse a Weimar per apportare le ultime modifiche alla partitura ed al libretto. La prima dell'opera, con il titolo tedesco Die sibirischen Jäger, ebbe luogo il 9 novembre 1854, diretta con successo da Liszt.

## Trama
L'azione si svolge in Siberia, parte nella capanna di Semën, parte in una steppa innevata, in un'epoca imprecisata.
Tanja è triste per Ivan, il suo fidanzato, che è scomparso; suo padre Semën la consola. Alcuni cacciatori, guidati da Udaloj, ritornano dalla caccia all'orso senza Ivan e tutti decidono di andare a cercarlo. Nella seconda scena le fanciulle delle nevi evocano una tempesta in una boscaglia. Entrano in scena prima Ivan e poi Tanja: gli innamorati si sono ritrovati. Sopraggiungono poi Semën e gli altri cacciatori, a cui Ivan mostra l'orso che ha ucciso. Uno dei cacciatori, Fëdor, anch'egli innamorato di Tanja, accusa Ivan di stregoneria. Tutti tranne Tanja si allontanano da Ivan, e Fëdor lo sfida a duello. A questo punto le fanciulle delle nevi ritornano danzando e sommergono Fëdor in un cumulo di neve, mentre la loro Signora gli annuncia che è giunta la sua ultima ora.